# Albano da Magonza
Albano di Magonza, in latino Albanus Mogontiacensis (IV secolo – Magonza, 406), è stato un religioso tedesco e un missionario cristiano che subì il martirio a Magonza.
È venerato come santo dalla Chiesa cattolica.

## Biografia
I suoi dati biografici sono molto incerti, ma la sua esistenza non è generalmente in discussione.
Le poche notizie sulla vita di questo santo ci vengono dal martirologio di Rabano Mauro Magnenzio (VIII secolo) il quale racconta che Albano al tempo dell'imperatore Teodosio I venne inviato da sant'Ambrogio assieme a Teonesto, vescovo di Filippi, Tabra, Tabrata e Orso, come missionario in Gallia per evangelizzare le genti pagane. Alcuni sostengono che il vescovo Teonisto e i suoi seguaci si fossero ritrovati a peregrinare per il mondo perché espulsi dalla propria diocesi. 
Fermatisi ad Augusta (probabilmente Aosta), Orso morì martire.
Teonisto e Albano arrivarono a Magonza presso il vescovo Aureo, ma poco tempo dopo un'incursione dei Vandali portò all'uccisione sia del vescovo che del sacerdote. 
La leggenda racconta che Albano venne sorpreso in preghiera e decapitato, ma egli, presa la propria testa in mano, si portò nel luogo dove voleva essere sepolto. 

## Culto
Questo santo è molto venerato nel sud della Germania e nella Svizzera di lingua tedesca, dove lo si festeggia il 21 giugno. Viene spesso ritratto con in mano la propria testa, in ricordo del suo martirio. Spesso viene confuso con un altro martire di questo periodo, sant'Albano d'Inghilterra. 
Carlo Magno eresse nei pressi di Magonza un'abbazia in suo onore, l'Abbazia di Sant'Albano, che fu per molto tempo la sede vescovile di questa città.

## Fonti
- Passio I, 10. Jh. (BHL 8110; "Tempore Theodosii"): AASS Oct. XIII, 347f;
- Passio II, 11. Jh. (BHL 8111, 8113b; "Temporibus impiissimi regis Hunerici [Honorii]", corr. apres cod. London, BM add. 36.737): AASS Oct. XIII, 345-347;
- San Beda il Venerabile, Martyrologium, 21. juin: Migne, PL 94, 953
- Rabanus Maurus, Martyrologium, 21. Juni: CChr Continuatio Mediaevalis 44, 60
- Hans Werner Nopper, Die vorbonifatianischen Mainzer Bischöfe, Mülheim 2001.
- Friedrich Wilhelm Bautz, Alban von Mainz. In Biographisch-Bibliographisches Kirchenlexikon (BBKL). Band 1, Hamm 1975, p. 75.